# San Lorenzo (kommun), Chaco
Departamento de San Lorenzo är en kommun i Argentina.   Den ligger i provinsen Chaco, i den norra delen av landet, 800 km norr om huvudstaden Buenos Aires. Antalet invånare är 142 097.
Omgivningarna runt Departamento de San Lorenzo är huvudsakligen savann. Runt Departamento de San Lorenzo är det mycket glesbefolkat, med 6 invånare per kvadratkilometer.